# Najveća carstva svijeta
Ovaj članak pruža pregled najvećih carstava u povijesti.

## Način mjerenja
Računanje površine kopna pojedinog carstva je kontroverzna metoda iz više razloga. Uglavnom, ovaj popis temelji se na uključivanju bilo kojeg teritorija koji je bio istražen i izrazito utvrđen, bez obzira jesu li isti bili naseljeni ili nenaseljeni. Na primjer, velik dio Sibira uključen je u Rusko Carstvo, no ne u Mongolsko carstvo. Granice Mongolskog carstva bile su slabo definirane, odnosno činile su ih prirodne granice između stepe i tajge. Osvojena područja sjevera ubrajaju se u carstvo, no većina tajge i tundre bila je neistražena i nenaseljena. Ta područja su kasnije također bila slabo naseljena u doba Ruskog Carstva, no Rusi su ipak službeno polagali pravo na taj teritorij još u 17. stoljeću, dok su isti teritorij istražili krajem 19. stoljeća. Slična situacija je i s kanadskim otocima poput Ellesmerea koji je bio istražen od strane Britanskog Carstva, koje je zatim na njega polagalo pravo, dok je prije toga cijeli otok bio vrlo slabo naseljen.
Carstva poput Bizanta ili Sasanidskog Carstva uključena su i u popis starog i srednjeg vijeka, sukladno njihovim proporcijama u navedenim periodima.
Polaganja prava na teritorij Antarktike nisu uključena u površinu niti jednoga carstva.
Prema povijesnim trendovima rasta stanovništva i BDP-a, popis najvećih carstava u tim kategorijama jako ovisi o današnjim političkim entitetima koji se definiraju kao carstva. Mjerenje stanovništva i BDP-a u postocima cijelog svijeta uzima u obzir taj povijesni rast, iako se BDP računa tek posljednjih nekoliko stoljeća, odnosno posljednjih nekoliko desetljeća u slučaju preciznog BDP-a.

## Najveća carstva prema površini kopna

### Starovjekovna carstva
1. Ahemenidsko Perzijsko Carstvo – 10,7 milijuna km² (vladar: Darije I. Veliki)
2. Sasanidsko Perzijsko Carstvo – 7,4 milijuna km² (vladar: Hozroje II. Parviz)
3. Han carstvo – 6,0 milijuna km² (vladar: Wu Di)
4. Rimsko Carstvo – 5,9 milijuna km² (vladar: Trajan)
5. Makedonsko Carstvo – 5,9 milijuna km² (vladar: Aleksandar Makedonski)
6. Maurijsko Carstvo – 5,9 milijuna km² (vladar: Ašoka Veliki)
7. Gupta Carstvo – 4,5 milijuna km² (vladar: Čandragupta II)
8. Partsko Carstvo – 4 milijuna km² (vladar: Mitridat II. Veliki)
9. Hunsko Carstvo – 4 milijuna km² (vladar: Atila)
10. Seleukidsko Carstvo – 3,9 milijuna km² (vladar: Seleuk I. Nikator)
11. Xiongnu Carstvo – 3,5 milijuna km² (vladar: Modu Shanyu)
12. Bizantsko Carstvo – 3,4 milijuna km² (vladar: Justinijan I. Veliki)
13. Armensko Carstvo, Artaxides – 3 milijuna km² (vladar: Tigranes II, 95. – 55.)
14. Qin Carstvo – 3 milijuna km² (vladar: Qin Shi Huangdi)
15. Medijsko Carstvo – 2,8 milijuna km² (vladar: Kijaksar)
16. Novoasirsko Carstvo – 1,4 milijuna km² (vladar: Tiglat-Pileser III.)
17. Aksumsko Carstvo – 1,25 milijuna km² (vladar: Zoskal)
18. Satavahana Carstvo – 1 milijun km² (vladar: Gautamiputra Satakarni)
19. Egipatsko Carstvo – 1 milijun km² (vladar: Ramses II.)
20. Akadsko Carstvo – 650.000 km² (vladar: Sargon Akađanin)
21. Magadha Carstvo – 650.000 km² (vladar: Bimbisara)
22. Hetitsko Carstvo – 510.000 km² (vladar: Muršiliš I)
23. Novobabilonsko Carstvo – 500.000 km² (vladar: Nabokodonozor II.)
24. Armensko Carstvo, Arsacides – 400.000 km² (vladar: Tiridat III, 298. – 330.)

### Srednjovjekovna carstva
1. Mongolsko Carstvo – 24 milijuna km²
2. Omejidski kalifat – 15,0 milijuna km²
3. Qing Carstvo – 13 milijuna km²
4. Abasidski kalifat – 10 milijuna km²
5. Rašidunski kalifat – 9 milijuna km²
6. Sasanidsko Perzijsko Carstvo – 7,4 milijuna km²
7. Ming Carstvo – 5,5 milijuna km²
8. Tang Carstvo – 5,4 milijuna km²
9. Mogulsko Carstvo – 5 milijuna km²
10. Pala Carstvo – 4,6 milijuna km²
11. Bizantsko Carstvo – 4,5 milijuna km²
12. Seldžučki Sultanat – 3,9 milijuna km²
13. Chola Carstvo – 3,6 milijuna km²
14. Gaznavidsko Carstvo – 3,4 milijuna km²
15. Delhijski Sultanat – 3,2 milijuna km²
16. Ujgurski Kaganat – 3,2 milijuna km²
17. Rouran Kaganat – 3,1 milijuna km²
18. Kadžarsko Perzijsko Carstvo – 3 milijuna km²
19. Kalmarska Unija – 3 milijuna km²
20. Khazarsko Carstvo – 3 milijuna km²
21. Carstvo Inka – 2 milijuna km²
22. Songajsko Carstvo – 1,4 milijuna km²
23. Aksumsko Carstvo – 1,25 milijuna km²
24. Chalukya Carstvo – 1,2 milijuna km²
25. Srivijaya Carstvo – 1,2 milijuna km²
26. Franačko Carstvo – 1,2 milijuna km²
27. Zapadno Chalukya Carstvo – 1,2 milijuna km²
28. Malijsko Carstvo – 1,1 milijuna km²
29. Sveto Rimsko Carstvo – 1,1 milijuna km²
30. Harsha Carstvo – 1 milijun km²
31. Almoravidsko Carstvo – 1 milijun km²
32. Kmersko Carstvo – 1 milijun km²
33. Maratha Carstvo – 1 milijun km²
34. Veliko Vojvodstvo Litva – 930.000 km²
35. Bugarsko Carstvo – 700.000 km²
36. Vijayanagara Carstvo – 360.000 km²

### Novovjekovna carstva
1. Britansko Carstvo – 33,7 milijuna km² (vladar: George V., 1922.)
2. Rusko Carstvo – 22,8 milijuna km² (vladar: Nikola I., 1855., uključujući Aljasku)
3. Španjolsko Carstvo – 20 milijuna km² (vladar: Karlo III.)
4. Francusko Carstvo – 13,5 milijuna km²
5. Qing carstvo – 13 milijuna km² (vladar: Qianlong)
6. Portugalsko Carstvo – 10,4 milijuna km²
7. Sjedinjene Države – 10 milijuna km² (1898. – 1902. i 1906. – 1908.)
8. Brazilsko Carstvo – 8,1 milijuna km²
9. Japansko Carstvo – 7,4 milijuna km² (Drugi svjetski rat)
10. Osmansko Carstvo – 5,5 milijuna km² (vladar: Mehmed IV., 1680.)
11. Mogulsko Carstvo – 5 milijuna km²
12. Prvo Meksičko Carstvo – 4,4 milijuna km²
13. Afšaridsko Perzijsko Carstvo – 4 milijuna km² (vladar: Nader-šah)
14. Talijansko Carstvo – 3,8 milijuna km² (Drugi svjetski rat)
15. Nizozemsko Carstvo – 3,7 milijuna km²
16. Nacistička Njemačka – 3,6 milijuna km² (Drugi svjetski rat)
17. Safavidsko Perzijsko Carstvo – 3,5 milijuna km²
18. Njemačko Carstvo – 3,5 milijuna km² (vladar: Vilim II.)
19. Kadžarsko Perzijsko Carstvo – 3 milijuna km²
20. Belgijsko Carstvo – 2,5 milijuna km²
21. Sijamsko Carstvo – 1,12 milijuna km² (vladar: Buddha Yodfa Chulaloke, 1782.)
22. Švedsko Carstvo – 1,1 milijuna km² (vladar: Karlo X. Gustav, 1658.)
23. Poljsko-litavska unija – 990.000 km² (vladar: Sigismund III. Vasa, 1619.)
24. Austro-Ugarska Monarhija – 676.615 km²
25. Sikhsko Carstvo – 560.900 km² (vladar: Maharajah Sher Singh, 1845.)
26. Korejsko Carstvo – 220.186 km²

### Sva carstva
1. Britansko Carstvo – 33,7 milijuna km²
2. Mongolsko Carstvo – 24,0 milijuna km²
3. Rusko carstvo – 22,8 milijuna km²
4. Španjolsko Carstvo – 20 milijuna km²
5. Omejidski Kalifat – 15,0 milijuna km²
6. Qing Carstvo – 13 milijuna km²
7. Francusko Carstvo – 12,5 milijuna km²
8. Ahemenidsko Perzijsko Carstvo – 10,7 milijuna km²
9. Portugalsko Carstvo – 10,4 milijuna km²
10. Abasidski Kalifat – 10 milijuna km²
11. Sjedinjene Države – 10 milijuna km²
12. Rašidunski Kalifat – 9 milijuna km²
13. Brazilsko Carstvo – 8,1 milijuna km²
14. Sasanidsko Perzijsko Carstvo – 7,4 million km²
15. Japansko Carstvo – 7,4 milijuna km²
16. Han Carstvo – 6,0 milijuna km²
17. Maurijsko Carstvo – 5,9 milijuna km²
18. Rimsko Carstvo – 5,9 milijuna km²
19. Makedonsko Carstvo – 5,9 milijuna km²
20. Osmansko Carstvo – 5,5 milijuna km²
21. Ming Carstvo – 5,5 milijuna km²
22. Tang Carstvo – 5,4 milijuna km²
23. Mogulsko Carstvo – 5 milijuna km²
24. Pala Carstvo – 4,6 milijuna km²
25. Gupta Carstvo – 4,5 milijuna km²
26. Bizantsko Carstvo – 4,5 milijuna km²
27. Prvo Meksičko Carstvo – 4,4 milijuna km²
28. Partsko Carstvo – 4 milijuna km²
29. Hunsko Carstvo – 4 milijuna km²
30. Afšaridsko Perzijsko Carstvo – 4 milijuna km²
31. Seleukidsko Carstvo – 3,9 milijuna km²
32. Seldžučki sultanat – 3,9 milijuna km²
33. Talijansko Carstvo – 3,8 milijuna km²
34. Nizozemsko Carstvo – 3,7 milijuna km²
35. Nacistička Njemačka – 3,6 milijuna km²
36. Chola Carstvo – 3,6 milijuna km²
37. Safavidsko Perzijsko Carstvo – 3,5 milijuna km²
38. Xiongnu Carstvo – 3,5 milijuna km²
39. Njemačko Carstvo – 3,5 milijuna km²
40. Gaznavidsko Carstvo – 3,4 milijuna km²
41. Delhijski Sultanat – 3,2 milijuna km²
42. Ujgurski Kaganat – 3,2 milijuna km²
43. Rouran Kaganat – 3,1 milijuna km²
44. Qin Carstvo – 3 milijuna km²
45. Kadžarsko Perzijsko Carstvo – 3 milijuna km²
46. Kalmarska unija – 3 milijuna km²
47. Khazarsko Carstvo – 3 milijuna km²
48. Medijsko Carstvo – 2,8 milijuna km²
49. Belgijsko Carstvo – 2,5 milijuna km²
50. Carstvo Inka – 2 milijuna km²
51. Novoasirsko Carstvo – 1,4 milijuna km²
52. Songajsko Carstvo – 1,4 milijuna km²
53. Aksumsko Carstvo – 1,25 milijuna km²
54. Chalukya Carstvo – 1,2 milijuna km²
55. Srivijaya Carstvo – 1,2 milijuna km²
56. Franačko Carstvo – 1,2 milijuna km²
57. Zapadno Chalukya Carstvo – 1,2 milijuna km²
58. Sijamsko Carstvo – 1,12 milijuna km²
59. Malijsko Carstvo – 1,1 milijuna km²
60. Sveto Rimsko Carstvo – 1,1 milijuna km²
61. Švedsko Carstvo – 1,1 milijuna km²
62. Satavahana Carstvo – 1 milijun km²
63. Egipatsko Carstvo – 1 milijun km²
64. Harsha Carstvo – 1 milijun km²
65. Almoravidsko Carstvo – 1 milijun km²
66. Kmersko Carstvo – 1 milijun km²
67. Maratha Carstvo – 1 milijun km²
68. Poljsko-litvanska Unija – 990.000 km²
69. Veliko vojvodstvo Litva – 930.000 km²
70. Bugarsko Carstvo – 700.000 km²
71. Austro-Ugarska Monarhija – 676.615 km²
72. Akadsko Carstvo – 650.000 km²
73. Magadha Carstvo – 650.000 km²
74. Sikhsko Carstvo – 560.900 km²
75. Hetitsko Carstvo – 510.000 km²
76. Novobabilonsko Carstvo – 500.000 km²
77. Armensko Carstvo – 400.000 km²
78. Vijayanagara Carstvo – 360.000 km²
79. Korejsko Carstvo – 220.186 km²

### Cjelovita carstva
1. Mongolsko Carstvo – 24,0 milijuna km²
2. Rusko Carstvo – 22,8 milijuna km²
3. Omejidski kalifat – 15,0 milijuna km²
4. Qing Carstvo – 13 milijuna km²
5. Ahemenidsko Perzijsko Carstvo – 10,7 milijuna km²
6. Abasidski Kalifat – 10 milijuna km²
7. Rašidunski Kalifat – 9 milijuna km²
8. Brazilsko Carstvo – 8,1 milijuna km²
9. Sasanidsko Perzijsko Carstvo – 7,4 million km²
10. Han Carstvo – 6,0 milijuna km²
11. Maurijsko Carstvo – 5,9 milijuna km²
12. Rimsko Carstvo – 5,9 milijuna km²
13. Makedonsko Carstvo – 5,9 milijuna km²
14. Osmansko carstvo – 5,5 milijuna km²
15. Ming Carstvo – 5,5 milijuna km²
16. Tang Carstvo – 5.4 milijuna km²
17. Mogulsko Carstvo – 5 milijuna km²
18. Pala Carstvo – 4,6 milijuna km²
19. Gupta Carstvo – 4,5 milijuna km²
20. Bizantsko Carstvo – 4,5 milijuna km²
21. Prvo Meksičko Carstvo – 4,4 milijuna km²
22. Partsko Carstvo – 4 milijuna km²
23. Hunsko carstvo – 4 milijuna km²
24. Afšaridsko Perzijsko Carstvo – 4 milijuna km²
25. Seleukidsko Carstvo – 3,9 milijuna km²
26. Seldžučki sultanat – 3,9 milijuna km²
27. Talijansko Carstvo – 3,8 milijuna km²
28. Nizozemsko Carstvo – 3,7 milijuna km²
29. Nacistička Njemačka – 3,6 milijuna km²
30. Chola Carstvo – 3,6 milijuna km²
31. Safavidsko Perzijsko Carstvo – 3,5 milijuna km²
32. Xiongnu Carstvo – 3,5 milijuna km²
33. Njemačko Carstvo – 3,5 milijuna km²
34. Gaznavidsko Carstvo – 3,4 milijuna km²
35. Delhijski Sultanat – 3,2 milijuna km²
36. Ujgurski Kaganat – 3,2 milijuna km²
37. Rouran Kaganat – 3,1 milijuna km²
38. Qin Carstvo – 3 milijuna km²
39. Kadžarsko Perzijsko Carstvo – 3 milijuna km²
40. Kalmarska Unija – 3 milijuna km²
41. Kazarsko Carstvo – 3 milijuna km²
42. Medijsko Carstvo – 2,8 milijuna km²
43. Carstvo Inka – 2 milijuna km²
44. Novoasirsko Carstvo – 1,4 milijuna km²
45. Songajsko Carstvo – 1,4 milijuna km²
46. Aksumsko Carstvo – 1,25 milijuna km²
47. Chalukya Carstvo – 1,2 milijuna km²
48. Franačko Carstvo – 1,2 milijuna km²
49. Zapadno Chalukya Carstvo – 1,2 milijuna km²
50. Sijamsko Carstvo – 1,12 milijuna km²
51. Malijsko Carstvo – 1,1 milijuna km²
52. Sveto Rimsko Carstvo – 1,1 milijuna km²
53. Švedsko Carstvo – 1,1 milijuna km²
54. Satavahana Carstvo – 1 milijun km²
55. Egipatsko Carstvo – 1 milijun km²
56. Harsha Carstvo – 1 milijun km²
57. Almoravidsko Carstvo – 1 milijun km²
58. Kmersko Carstvo – 1 milijun km²
59. Maratha Carstvo – 1 milijun km²
60. Poljsko-litvanska unija – 990.000 km²
61. Veliko Vojvodstvo Litva – 930.000 km²
62. Bugarsko Carstvo – 700.000 km²
63. Austro-Ugarska Monarhija – 676.615 km²
64. Akadsko Carstvo – 650.000 km²
65. Magadha Carstvo – 650.000 km²
66. Sikhsko Carstvo – 560.900 km²
67. Hetitsko Carstvo – 510.000 km²
68. Novobabilonsko Carstvo – 500.000 km²
69. Armensko Carstvo – 400.000 km²
70. Vijayanagara Carstvo – 360.000 km²
71. Korejsko Carstvo – 220.186 km²

### Prekomorska carstva
1. Britansko Carstvo – 33,7 milijuna km²
2. Španjolsko Carstvo – 20 milijuna km²
3. Francusko Carstvo – 12,5 milijuna km²
4. Ahemenidsko Perzijsko Carstvo – 10,7 milijuna km²
5. Portugalsko Carstvo – 10,4 milijuna km²
6. Sjedinjene Države – 10 milijuna km²
7. Japansko Carstvo – 7,4 milijuna km²
8. Rimsko Carstvo – 5,9 milijuna km²
9. Talijansko Carstvo – 3,8 milijuna km²
10. Nizozemsko Carstvo – 3,7 milijuna km²
11. Nacistička Njemačka – 3,6 milijuna km²
12. Belgijsko Carstvo – 2,5 milijuna km²
13. Srivijaya Carstvo – 1,2 milijuna km²

## Najveća carstva prema broju stavnovnika
Procjene broja stanovnika mnogih starovjekovnih zemalja nisu poznate pa nisu na listi.

### Broj stanovnika
1. Britansko Carstvo – 531,3 milijuna (1938.)
2. Sovjetski savez – 286,717 milijuna (1989.)
3. Mongolsko Carstvo – 110 milijuna (13. stoljeće)
4. Nizozemsko Carstvo – 80 milijuna (1940.)
5. Ahemenidsko Perzijsko Carstvo – 70 – 80 milijuna (4. stoljeće pr. Kr.)
6. Sasanidsko Perzijsko Carstvo – 78 milijuna (7. stoljeće n. e.)
7. Nacistička Njemačka – 75,4 milijuna (1938.)
8. Rimsko Carstvo – 70 milijuna (1. stoljeće n. e.)
9. Španjolsko Carstvo – 64,2 milijuna
10. Omejidski Kalifat – 62 milijuna (7. stoljeće n. e.)
11. Belgijsko Carstvo – 35,3 milijuna
12. Bizantsko Carstvo – 34 milijuna
13. Korejsko Carstvo – 27 milijuna
14. Vijayanagara Carstvo – 25 milijuna
15. Portugalsko Carstvo – 24,3 milijuna

### Postotak ukupnog svjetskog broja stanovnika
1. Ahemenidsko Perzijsko Carstvo – 46,0 % (70 – 80 milijuna od 152 milijuna stanovnika u 4. stoljeću pr. Kr.)
2. Sasanidsko Perzijsko Carstvo – 38,0 % (78 milijuna od 210 milijuna stanovnika u 7. stoljeću n. e.)
3. Qing carstvo – 36,6 % (381 milijuna od 1.041 milijadre 1820. godine)
4. Maurijsko Carstvo – 33,3 % (50 milijuna od 150 milijuna u 2. stoljeću pr. Kr.)
5. Rimsko Carstvo – 31,0 % (70 milijuna od 226 milijuna u 1. stoljeću n.e.)
6. Omejidski kalifat – 29,5 % (62 milijuna od 210 milijuna u 7. stoljeću n. e.)
7. Mogulsko Carstvo – 29,2 % (175 milijuna od 600 milijuna 1700. godine)
8. Ming Carstvo – 28,8 % (160 milijuna od 556.2 milijuna 1600. godine)
9. Han Carstvo – 26,5 % (59.6 milijuna od 226 milijuna in 2. stoljeću n. e.)
10. Mongolsko Carstvo – 25,6 % (110 milijuna od 429 milijuna u 13. stoljeću)
11. Britansko Carstvo – 23,15 % (531.3 milijuna od 2,295 milijarde 1938. godine)
12. Sung Carstvo – 22 % (59 milijuna od 268 milijuna 1000. godine)
13. Rašidunski kalifat – 19,19 % (40,3 milijuna od 210 milijuna u 7. stoljeću n. e.)
14. Španjolsko Carstvo – 12,3 % (68,2 milijuna od 556 milijuna u 17. stoljeću)
15. Rusko Carstvo – 9,8 % (176,4 milijuna od 1,791 milijarde 1913. godine)
16. Osmansko Carstvo – 7,1 % (39 milijuna od 556 milijuna u 17. stoljeću)
17. Japansko Carstvo – 5,9 % (134.8 milijuna od 2,295 milijarde 1938. godine)
18. Vijayanagara Carstvo – 5,7 % (25 milijuna od 438 milijuna u 16. stoljeću)
19. Sovjetski savez – 5,5 % (286.717 milijuna od 5,175 milijardi 1989. godine)
20. Francusko Carstvo – 4,9 % (112.9 milijuna 2,295 milijarde 1938. godine)
21. Nizozemsko Carstvo – 3,5 % (60 milijuna od 1,7 milijarde 1907. godine)
22. Nacistička Njemačka – 3,3 % (75,4 milijuna od 2,295 milijarde 1938. godine)
23. Austro-Ugarska Monarhija – 2,8 % (50,6 milijuna od 1,791 milijarde 1913. godine)
24. Talijansko Carstvo – 2,3 % (51,9 milijuna od 2,295 milijarde 1938. godine)
25. Poljsko-litvanska Unija – 1,9 % (10,5 milijuna od 556 milijuna u 17. stoljeću)
26. Korejsko Carstvo – 1,0 % (17 milijuna od 1,7 milijarde 1907. godine)
27. Portugalsko Carstvo – 0,8 % (14.7 milijuna od 1,791 milijarde 1913. godine)

## Najveća carstva prema gospodarstvu
Procijene BDP-a su izračunate prema podacima novijeg doba, od 18. do 20. stoljeća. Obračun dolara je iz 1990. godine.

### Prema BDP–u
1. Sjedinjene Države – 1.644,8 milijarda dolara (1945.)
2. Britansko Carstvo – 683,3 milijarde dolara (1938.)
3. Nacistička Njemačka – 375,6 milijarda dolara (1938.)
4. Japansko carstvo – 260,7 milijarda dolara (1938.)
5. Rusko Carstvo – 257,7 milijarda dolara (1913.)
6. Qing Carstvo – 241,3 milijarde dolara (1912.)
7. Francusko Carstvo – 234,1 milijarda dolara (1938.)
8. Afšaridsko Perzijsko Carstvo – 229,85 milijarda dolara (1747.)
9. Talijansko Carstvo – 143,4 milijarde dolara (1938.)
10. Austro-Ugarska Monarhija – 100,5 milijarda dolara (1913.)
11. Mogulsko Carstvo – 90,8 milijarda dolara (1700.)
12. Osmansko Carstvo – 26,4 milijarde dolara (1913.)
13. Portugalsko Carstvo – 12,6 milijarda dolara (1913.)

### Postotak ukupnog svjetskog BDP-a
1. Afšaridsko Perzijsko Carstvo – 33,1 % (229,85 milijarda od 694,4 milijarde dolara)
2. Qing Carstvo – 32,9 % (228,6 milijarda od 694,4 milijarda dolara 1820. godine)
3. Mogulsko Carstvo – 24,5 % (90,8 milijarda od 371 milijarde dolara 1700. godine)
4. Britansko Carstvo – 23,8 % (265 milijarda od 1.111 milijarde dolara 1870. godine)
5. Rusko Carstvo – 9,4 % (257,7 milijarda od 2,733 milijarde dolara 1913. godine)
6. Nacistička Njemačka – 8,3 % (375,6 milijarda od 4.502 milijarde dolara 1938. godine)
7. Japansko Carstvo – 5,8 % (260,7 milijarda od 4.502 milijarde dolara 1938. godine)
8. Francusko Carstvo – 5,2 % (234,1 milijarda od 4.502 milijarde dolara 1938. godine)
9. Austro-Ugarska Monarhija – 3,7 % (100,5 milijarda od 2.733 milijarde dolara 1913. godine)
10. Talijansko Carstvo – 3,2 % (143,4 milijarde od 4.502 milijarde dolara 1938. godine)
11. Osmansko Carstvo – 1 % (26,4 milijarde od 2.733 milijarda dolara 1913. godine)
12. Portugalsko Carstvo – 0,5 % (12,6 milijarda od 2.733 milijarde dolara 1913. godine)